# Viagra Boys
Viagra Boys sind eine schwedische Post-Punk-Band aus Stockholm. Die Band wurde im Jahre 2023 mit dem schwedischen Musikpreis Grammis in der Kategorie Bestes Rock-Album ausgezeichnet.

## Geschichte

### Gründung undStreet Worms(2015 bis 2020)
Die Band wurde 2015 unter anderem von Mitgliedern der Bands Nine, Les Big Byrd, Pig Eyes und Nitad gegründet. Sänger Sebastian Murphy ist das einzige Bandmitglied, welches nicht ursprünglich aus Schweden kommt. So ist er erst mit 17 Jahren aus dem kalifornischen San Rafael zu seiner Tante nach Stockholm gezogen. Dort arbeitete er als Tätowierer und lernte seine späteren Bandkollegen bei einem Karaokeabend kennen, wo Murphy das Lied We Belong Together von Mariah Carey sang. Der Bandname wurde von einem gemeinsamen Freund inspiriert. Als die Musiker über einen Bandnamen nachdachten, erzählte dieser Freund, der gerade auf Speed war, dass er Viagra bräuchte.
Nach den beiden EPs Consistency of Energy und Call of the Wild erschien am 28. September 2018 das Debütalbum Street Worms, welches von Daniel Fagerström und Pelle Gunnerfeldt produziert wurde und auf dem Plattenlabel Year0001 erschien. Zwischenzeitlich hatte der Gitarrist Rasmus Booberg die Band verlassen, woraufhin der Saxofonist Oskar Carls zur Gitarre wechselte. Street Worms wurde 2019 für den Grammis in der Kategorie Bestes Rock-Album nominiert. Im Laufe des Jahres erschien das Livealbum Shrimp Sessions. Keyboarder Martin Ehrecrona verließ die Band und wurde durch Elias Jungqvist ersetzt.

### Welfare JazzundCave World(2021 bis 2024)
Das zweite Album Welfare Jazz erschien am 8. Januar 2021. Bei dem Lied In Spite of Ourselves ist als Gastsängerin Amy Taylor von Amyl and the Sniffers zu hören. Welfare Jazz erreichte Platz elf der schwedischen, Platz 28 der deutschen und Platz 41 der britischen Albumcharts. Im Oktober 2021 starb Gitarrist und Gründungsmitglied Benjamin Vallé im Alter von 47 Jahren. Zwar spielte er noch auf dem Album Welfare Jazz, war zum Zeitpunkt seines Todes jedoch kein aktives Bandmitglied mehr. Welfare Jazz wurde 2022 für den Grammis in der Kategorie Bestes Rock-Album nominiert. Mit Linus Hillborg stieß ein zweiter Gitarrist zur Band.
Am 9. Juli 2022 erschien ihr drittes Album Cave World, das von Pelle Gunnerfeldt und DJ Haydn produziert wurde. Bei dem Lied Big Boy ist Jason Williamson von der Band Sleaford Mods zu hören. Das Album erreichte Platz 28 der deutschen, Platz 57 der britischen und Platz 73 der Schweizer Albumcharts. Cave World wurde mit dem Grammis für das beste Rock-Album ausgezeichnet. Darüber hinaus wurde es in der Kategorie Album des Jahres und die Band in der Kategorie Künstler des Jahres nominiert. Die Band spielte auf Festivals wie Coachella, Glastonbury oder Louder Than Life.

### Viagr Aboys(seit 2025)
Am 25. April 2025 erschien das vierte Studioalbum Viagr Aboys, das von der Band und Pelle Gunnerfeldt produziert wurde und auf dem bandeigenen Plattenlabel Shrimptech Enterprises erschien.  Es erreichte Platz sieben der schwedischen, Platz 15 der deutschen, Platz 25 der Schweizer, Platz 44 der britischen, Platz 75 der österreichischen und Platz 179 der US-amerikanischen Albumcharts.

## Stil
In der Presse wurden besonders ihr schwarzer Humor sowie ihre ironisch-satirischen Inhalte gelobt.

## Diskografie
Studioalben

| Jahr | Titel Musiklabel                   | Höchstplatzierung, Gesamtwochen, AuszeichnungChartplatzierungen (Jahr, Titel, Musiklabel, Platzierungen, Wochen, Auszeichnungen, Anmerkungen) | Höchstplatzierung, Gesamtwochen, AuszeichnungChartplatzierungen (Jahr, Titel, Musiklabel, Platzierungen, Wochen, Auszeichnungen, Anmerkungen) | Höchstplatzierung, Gesamtwochen, AuszeichnungChartplatzierungen (Jahr, Titel, Musiklabel, Platzierungen, Wochen, Auszeichnungen, Anmerkungen) | Höchstplatzierung, Gesamtwochen, AuszeichnungChartplatzierungen (Jahr, Titel, Musiklabel, Platzierungen, Wochen, Auszeichnungen, Anmerkungen) | Höchstplatzierung, Gesamtwochen, AuszeichnungChartplatzierungen (Jahr, Titel, Musiklabel, Platzierungen, Wochen, Auszeichnungen, Anmerkungen) | Höchstplatzierung, Gesamtwochen, AuszeichnungChartplatzierungen (Jahr, Titel, Musiklabel, Platzierungen, Wochen, Auszeichnungen, Anmerkungen) | Anmerkungen                              |
| Jahr | Titel Musiklabel                   | SE | DE | AT | CH | UK | US | Anmerkungen                              |
| ---- | ---------------------------------- | --- | --- | --- | --- | --- | --- | ---------------------------------------- |
| 2018 | Street Worms Year0001              | — | — | — | — | — | — | Erstveröffentlichung: 28. September 2018 |
| 2021 | Welfare Jazz Year0001              | SE11 (2 Wo.)SE | DE28 (1 Wo.)DE | — | — | UK41 (1 Wo.)UK | — | Erstveröffentlichung: 8. Januar 2021     |
| 2022 | Cave World Year0001                | — | DE28 (1 Wo.)DE | — | CH73 (1 Wo.)CH | UK57 (1 Wo.)UK | — | Erstveröffentlichung: 8. Juli 2022       |
| 2025 | Viagr Aboys Shrimptech Enterprises | SE7 (… Wo.)SE | DE15 (2 Wo.)DE | AT75 (1 Wo.)AT | CH25 (… Wo.)CH | UK44 (2 Wo.)UK | US179 (1 Wo.)US | Erstveröffentlichung: 25. April 2025     |

Livealben
- 2019: Shrimp Sessions (Year0001)
- 2021: Shrimp Sessions 2 (Year0001)

EPs
- 2016: Consistency of Energy (Push My Buttons)
- 2017: Call of the Wild (Push My Buttons)
- 2019: Common Sense (Pusht My Buttons)

Singles
- 2018: Sports
- 2018: Just Like You
- 2020: Ain't Nice
- 2020: Creatures
- 2020: In Spite of Ourselves
- 2021: Girls & Boys
- 2022: Ain't No Thief
- 2022: Troglodyte
- 2022: Punk Rock Loser
- 2022: Big Boy
- 2025: Man Made of Meat
- 2025: Uno II
- 2025: The Bog Body